# Leafie, A Hen into the Wild
Leafie, A Hen into the Wild (em coreano: 마당을 나온 암탉 / transliterado: Madangeul Naon Amta), também chamado de Daisy, A hen into the Wild nos países de língua inglesa, é um filme de drama e animação sul coreano lançado em 2011. O filme conta a história de uma galinha após fugir de uma granja e adotar um filhote de pato após a morte de seus pais. O filme foi muito bem elogiado em seu lançamento e fez história ao atrair mais de 2,2 milhões de espectadores, tornando-se o filme de animação mais lucrativo da história da Coreia do Sul. Com um orçamento de ₩3 bilhões (US$2,8 milhões), o filme conseguiu um lucro de ₩14,6 bilhões (US$11 milhões).
O filme está disponível na Netflix do Brasil com o título Lifi: Uma Galinha na Selva.

## Material de origem
O filme é baseado em um livro infantil extremamente popular, chamado The Hen Who Dreamed She Could Fly, escrito pela professora Hwang Sun-mi. O livro foi lançado pela primeira vez na Coreia do Sul em 2000 e vendeu mais de 1 milhão de cópias no mercado interno. Foi vendido para nove países, incluindo França, Polônia, Japão, China, Vietnã, Tailândia e Itália. A versão polonesa foi nomeada "Melhor livro do ano de 2012" e "Melhor livro da primavera de 2012" pela Granice.pl, uma renomada organização literária da Polônia . A versão inglesa foi traduzida por Chi-young Kim para a editora Penguin Books e publicada em 26 de novembro de 2013 com 144 páginas .

## Enredo
Leafie vive em uma granja com muitas outras galinhas presas em gaiolas. Ela sonha em ser mãe, mas não pode incubar seus próprios ovos. Sonhando em ter seus próprios filhos, ela cria um plano de fuga; ficar sem comer por 3 dias e desmaiar, fazendo com que o fazendeiro pense que está morta e a tire da gaiola para despejar seu corpo com outras galinhas mortas. Depois que o fazendeiro sai, Leafie escapa, apenas para ser confrontada e ameaçada por uma doninha de um olho só. Sua vida é salva por "Andarilho", um misterioso pato-real que luta com a doninha e a ajuda a escapar, mas depois sai sem dizer uma palavra.
Leafie retorna à fazenda para se juntar ao grupo de animais que residem no quintal, do lado de fora da granja, mas o galo chefe discute com Leafie e se recusa a permitir que ela entre no grupo, dizendo que sua função é simplesmente passar a vida colocando ovos.
Sem ter para onde ir, Leafie deixa a fazenda e chega à natureza, onde conhece o Sr. Lontra, que ouviu falar de sua história e a ajuda a encontrar um lugar para morar em nome de Andarilho. A galinha, agora selvagem, encontra Andarilho novamente e descobre que ele já tem uma parceira. No entanto, naquela mesma noite, a doninha ataca novamente, mata a companheira de Andarilho e arrasta seu corpo para longe.
Depois de ouvir a comoção, Leafie entra no ninho e encontra um único ovo. Andarilho aceita que ela ajude a chocar o ovo, e fica de vigia para protegê-la e se vingar da doninha caso apareça de novo. Andarilho pede que, quando o bebê nascer, Leafie o leve para o pântano, e que ela saberá o porquê com o tempo. Naquela noite, a doninha retorna e Andarilho a envolve numa luta até a morte. Leafie testemunha a doninha matando Andarilho, e fica chateada.
Após a morte de Andarilho, o ovo choca e o patinho passa a ver Leafie como mãe. Leafie o nomeia como "Greenie", e juntos partem para o pântano.
Leafie cria Greenie como seu filho e o observa crescer. O Sr. Lontra ensina Greenie a nadar e, mais tarde, na adolescência, um morcego e uma coruja tentam ensiná-lo a voar. Um dia, no entanto, Greenie tenta fazer amizade com alguns filhotes de patos mandarim nas proximidades, mas eles zombam de Leafie, dizendo que a acham louca. Enquanto isso, Leafie fica triste após o Sr. Lontra dizer que as aves aquáticas locais não gostam dela em sua comunidade. Ela então se encontra com Greenie, que foi provocado pelos outros patos e culpa Leafie por ele ser um pária. Depois de descobrir que eles são realmente diferentes, Greenie deixa Leafie, sentindo que não precisa mais dela.
Ouvindo isso, Lontra tenta confortá-la, contando-lhe a história de Andarilho - ele foi o pato de guarda de seu rebanho até lutar com a doninha, onde esta feriu sua asa e, em troca, ele a deixou sem um olho. Após isso, ele foi capturado pelo fazendeiro, mas conseguiu fugir. Greenie vai até a fazenda, onde também é capturado pelo fazendeiro e só é salvo graças às intervenções de Chirpie, um pardal amigo de Leafie, que a alertou sobre o ocorrido.
Para distrair o fazendeiro, Leafie, com a ajuda de Lontra, liberta todas as galinhas da granja e corta a corda que segurava Greenie. O galo confronta Leafie antes que ela e os outros possam escapar, e em uma briga curta, todos os animais descobrem que sua crista é falsa e obrigam-no a trabalhar para eles. Os três escapam e Greenie se reconcilia com a mãe após o Sr. Lontra ir embora. Os dois são subitamente atacados pela doninha, que então persegue Greenie. Apesar da intervenção de Leafie, a doninha conseguiu prender Greenie em uma velha árvore, que se rompe e faz os dois caírem de um penhasco. Acreditando que Greenie estava morto, Leafie lamenta, apenas para descobrir que ele finalmente aprendeu a voar e se salvou, enquanto a doninha conseguiu se segurar em uma pedra.
Um bando de patos logo chega durante o outono, e Leafie percebe o que Andarilho quis dizer quando a instruiu a levar seu filho para o pântano. Um Greenie adulto vai ao encontro do rebanho e descobre que haverá uma corrida para eleger o próximo pato de guarda, mas os patos fogem dele depois de verem a corda humana que ainda estava enrolada em sua perna após seu encontro com o fazendeiro. Chateado, Greenie volta para Leafie e diz que não quer deixá-la, mas ela o conforta e passa a noite inteira tentando retirar a corda. Greenie retorna ao rebanho e anuncia que também quer participar da corrida, formando rapidamente uma rivalidade com outro pato chamado "Ruivo".
Durante a corrida, Greenie lembra dos ensinamentos do morcego e da coruja e consegue vencer, tornando-se o novo pato de guarda do rebanho. Após a competição, Leafie encontra um abrigo com filhotes de doninha e passa a cuidar deles. O galo foge da fazenda e procura uma casa com o Sr. Lontra. Greenie tenta encontrar Leafie para se despedir, mas se depara com a doninha mais uma vez e salva um pato fêmea do carnívoro. Sua breve briga os coloca na frente de Leafie e dos filhotes, e a doninha consegue imobilizar Greenie e se prepara para matá-lo. Leafie tenta ajudar Greenie, mas a doninha não a deixa se aproximar. Durante o confronto, Leafie descobre que os bebês que ela está cuidando são da doninha, e que ela matou os pais de Greenie apenas para alimentá-los. Leafie ameaça machucar os filhotes e obriga a doninha a deixá-los ir. Antes de partirem, Leafie vê que a doninha está severamente desnutrida e que não consegue produzir leite para os bebês.
O rebanho de patos se prepara para deixar o pântano, e Leafie e Greenie se despedem um do outro antes de Greenie partir com seu rebanho, agora sendo capaz de voar e ver o mundo. Leafie reflete e se pergunta por que nunca quis aprender a voar, logo depois, a doninha aparece e Leafie, percebendo que Greenie realmente não precisa mais dela, além do fato de que ela provavelmente não sobreviverá ao resto do inverno sozinha, permite que a doninha, em lágrimas, a mate e a coma para que ela e seus bebês possam sobreviver.
Está implícito que agora, Leafie possa voar e sempre estar com Greenie, em espírito.

## Trilha sonora
A trilha sonora foi composta por Lee Ji-soo e lançada em 2011, sendo composta por 22 faixas

## Adaptação
Uma peça teatral baseada no livro e no filme decorreu de 22 de junho a 2 de setembro de 2012 no COEX Art Hall, em Seul.